# Veine marginale droite du cœur
La veine marginale droite (ou veine du bord droit du cœur ou veine de Galien) est une veine du cœur.

## Origine et Trajet
La veine marginale droite prend naissance le long du bord droit du cœur qu'elle suit dans son trajet parallèlement au rameau marginal droit de l'artère coronaire droite.

## Terminaison
La veine marginale droite se déverse dans la petite veine cardiaque.

## Zone de drainage
La veine marginale droite draine la paroi latérale du ventricule droit.